# Leptoterantha mayumbensis
Leptoterantha mayumbensis är en tvåhjärtbladig växtart som först beskrevs av Arthur Wallis Exell, och fick sitt nu gällande namn av Georges M.D.J. Troupin. Leptoterantha mayumbensis ingår i släktet Leptoterantha och familjen Menispermaceae. Inga underarter finns listade i Catalogue of Life.